# Ryuhei Niwa
Ryuhei Niwa (丹羽 竜平 Niwa Ryuhei?), född 13 januari 1986 i Kanagawa prefektur, är en japansk fotbollsspelare.
Niwa började sin karriär 2004 i Vissel Kobe. Efter Vissel Kobe spelade han för Cerezo Osaka, Sagan Tosu, JEF United Chiba, Kagoshima United FC och SC Sagamihara.